# چاپل-ان-له-فریث
چاپل-ان-له-فریث (به انگلیسی: Chapel-en-le-Frith) یک منطقهٔ مسکونی در انگلستان است که در میدلند شرقی واقع شده‌است.

## خصوصیات
چاپل-ان-له-فریث ۸٬۸۲۱ نفر جمعیت دارد.